# Серпень на спливі
«Втікаючий серпень» (рос. «Убегающий август») — радянський художній фільм 1989 року, знятий на кіностудії «Ленфільм».

## Сюжет
Іноді Красков дозволяв собі випити по-справжньому. Одного ранку після нічного загулу, він побачивши в своєму ліжку жінку, якій, як виявилося, він завадив виїхати до Одеси, Красков зробив їй пропозицію і запросив дівчину в автоподорож…

## У ролях
- Анжеліка Неволіна — Світлана
- Олександр Філіппенко — Борис Краснов
- Світлана Гайтан — Іра, сусідка по кемпінгу
- Микола Івановський — доглядач гуртожитку
- Олександр Лушин — Владислав, син Бориса Краснова
- Любов Малиновська — мати Бориса
- Володимир Осипчук — Гліб, сусід по кемпінгу
- Світлана Репетіна — медсестра в студентському спортивному таборі
- Сергій Русскін — міліціонер

## Знімальна група
- Режисер — Дмитро Долинін
- Сценаристи — Анатолій Гребнєв, Анатолій Ефрос
- Оператор — Лев Колганов
- Композитор — Геннадій Банщиков
- Художник — Михайло Герасимов